# Портрет Джузеппе Верді
«Портрет Джузеппе Верді» або «Портрет Джузеппе Верді в циліндрі»( італ. Ritratto di Giuseppe Verdi ) — портрет італійського оперного композитора, котрий створив художник Джованні Больдіні (1842 — 1931).

## Історія створення
Джузеппе Верді і Джованні Больдіні - провінціали, мали важке дитинство і жили в злиднях. Вони напружились і виробились у яскраві творчі індивідуальності завдяки наполегливості і здібностям.
Джузеппе Верді замолоду докладав зусиль, аби стати хоча би сільським органістом у церкві. Пройшов повз поневіряння і неупевненість у власних здібностях, а став всесвітньо відомим композитором. 
Джованні Больдіні починав навчання у провінційних майстрів і старанно створював картинки побутового жанру. Його портрети початкового періоду теж були маленькими за розмірами і нагадували картини побутового жанру або картинки з постаттью у інтер'єрі. Став відомим портретистом салонного мистецтва.
Джузеппе Верді був старший за художника  Джованні Больдіні майже на 20 років. Художник портретував Джузеппе Верді у 1886 році. Було виконано два портрети «Верді сидячі» олійними фарбами і «Портрет Джузеппе Верді з циліндром» в техніці пастелі.
Портрет з циліндром створювався впродовж п'яти годин. Художник використав пастель (що не вимагала сушки), стирав і починав наново, постійно удосконалюючи зображення. Він зовсім відмовився від бравурної і розхристаної манери, техніки, що так полонила в салонних портретах його світських замовниць з багатих родин. На незвичну і стриману техніку «Портрета Джузеппе Верді з циліндром» вплинули твори голландця 17 століття Франса Галса, портрети котрого Джованні Больдіні вивчав під час візиту у Нідерланди.

## Ранішні і побутові твори Болдіні

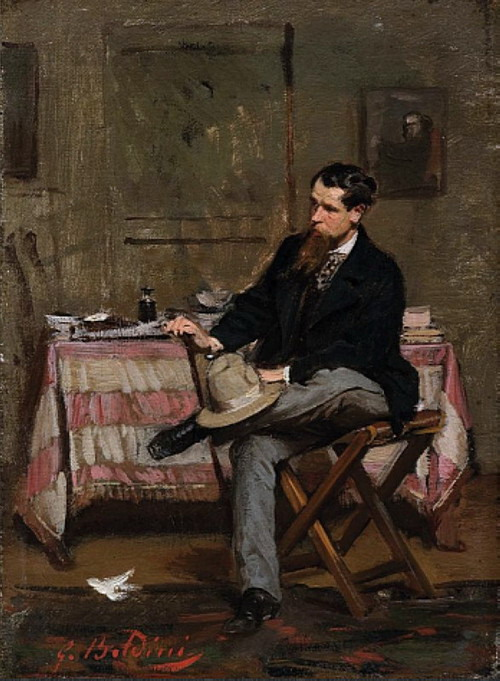
«Портрет художника Вінченцо Кабіанка в інтер'єрі», 1909 р.
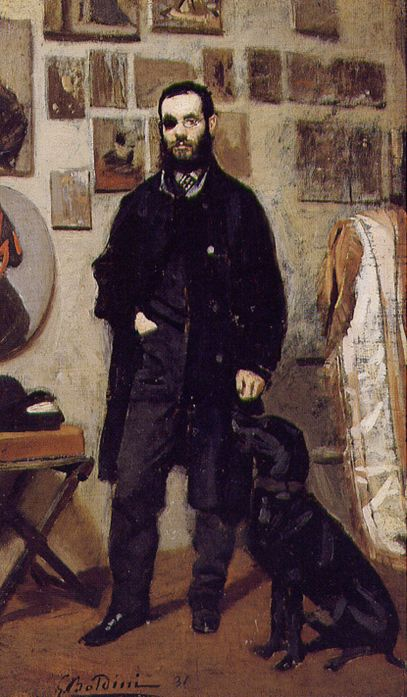
«Джузеппе Аббаті», 1865 р.
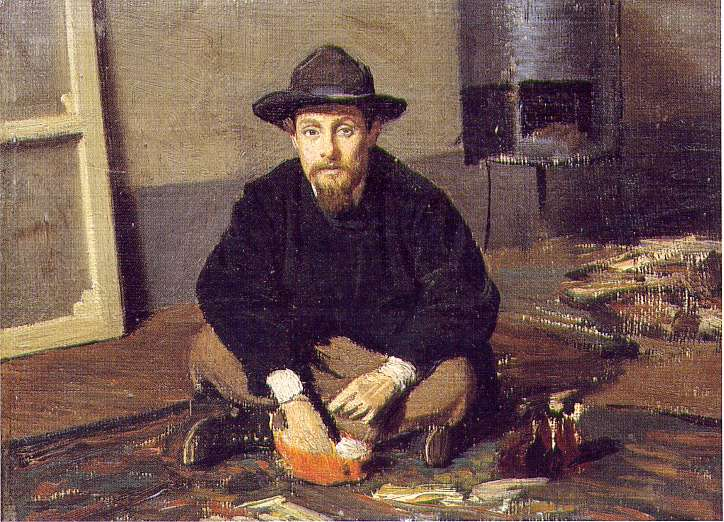
«Дієго Мартеллі», 1865 р.
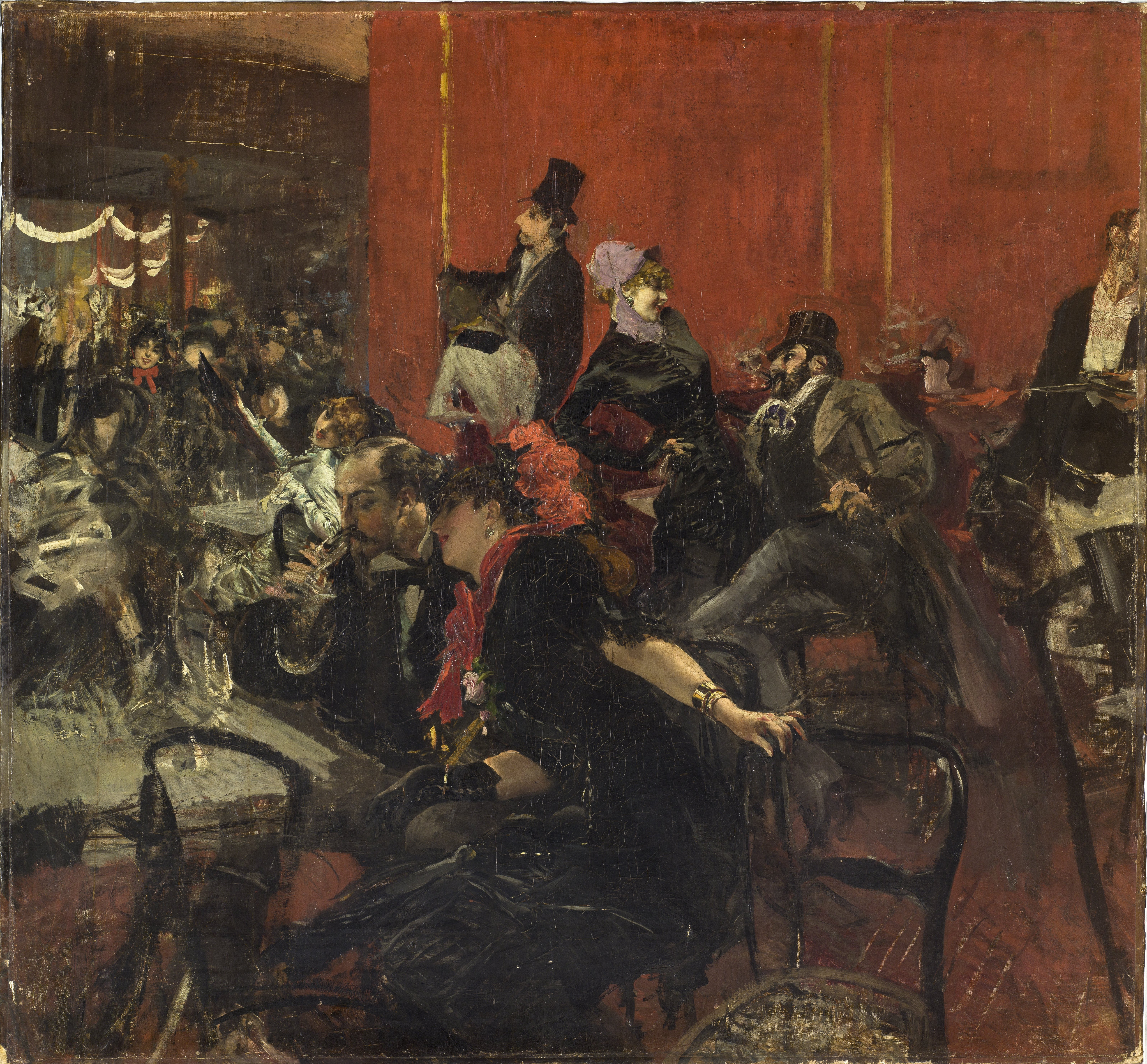
«Розгульний бенкет у кафе», 1889 р., Музей д'Орсе

## Опис твору

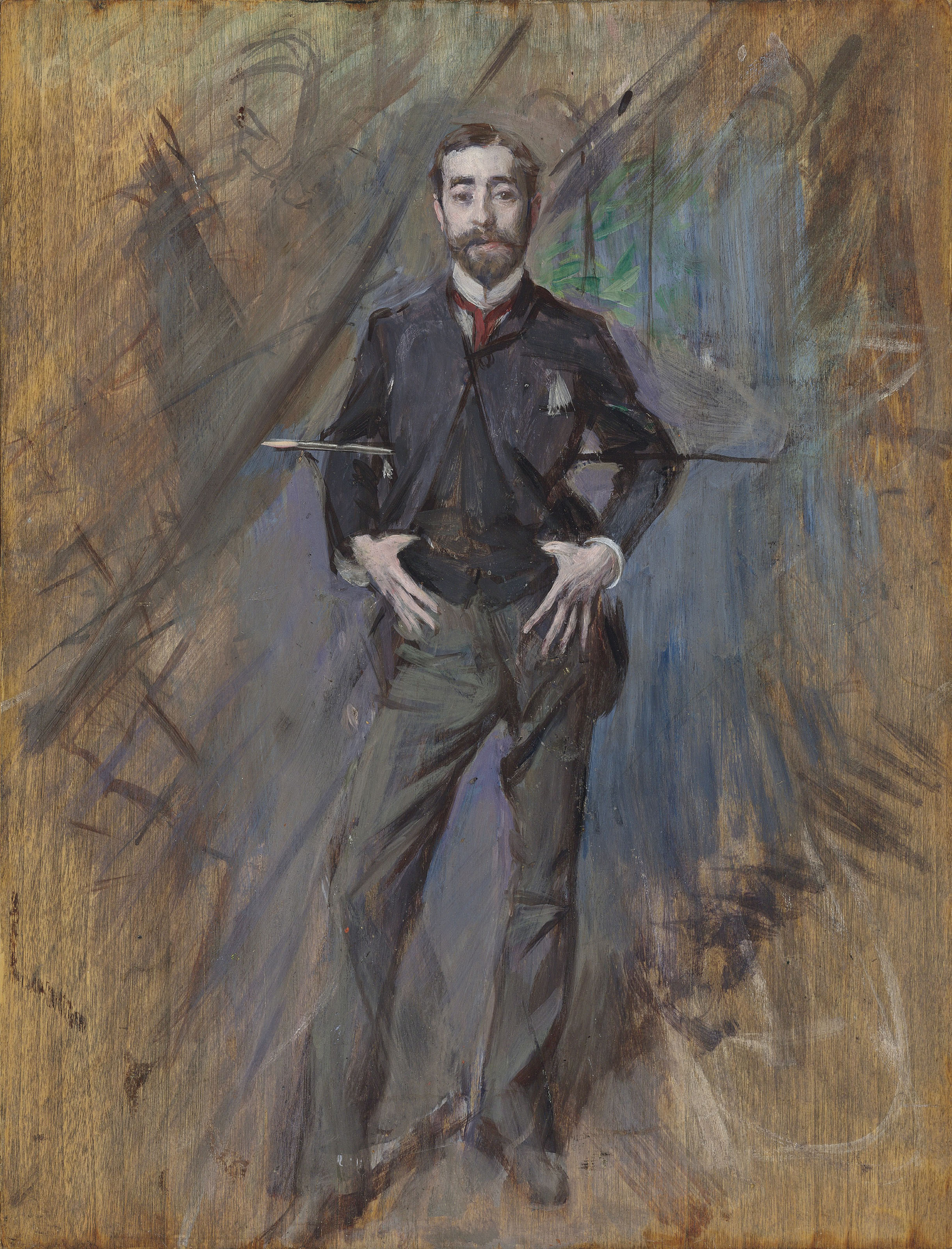
Худ. Дж.Больдіні. «Портрет Джона С. Сарджента», бл. 1890 р. прив. збірка

Для створення портрета Больдіні обрав розмір погруддя. Колористична гама стримана, головують чорна і біла фарби. Тло з розхристаними і рваними мазками відкинуте, замість нього — спокійне і нейтральне. Увагу приділено обличчю композитора із сивою бородою, створення котрої нагадувало риски як на уславлених портретах пензля Франса Галса. Верді близько 74 років і він вже не прагне створити люб'язну маску на обличчі, не ловить зустрічних поглядів, а заглиблений у власні думки.  Образ вийшов солідним і значущим, відповідним тому внеску самого композитора, що зроблене ним у оперне мистецтво Західної Європи.

## Провенанс (побутування)
- Портрет, де Верді сидить, перейшов до Будинку старих музикантів-ветеранів фонду Джузеппе Верді в місті Мілан.

- «Портрет Джузеппе Верді в циліндрі» навіть сам Джузеппе Болдіні вважав досить вдалим і залишив собі. Художник показав пастельний портрет 1889 року на Всесвітній виставці в Парижі, а також на Бієннале у Венеції 1895 року. 1918 року Джованні Болдіні передав портрет композитова до збірок Національної галереї сучасного мистецтва у Римі.